# トゥポル
トゥポル（英語：T'Pol）はアメリカのSFテレビドラマ『スタートレック:エンタープライズ』に登場する架空の人物。ジョリーン・ブレイロック（ジョリーン・ブラロク又はジョリーン・ブラロック）Jolene Blalock が演じた。日本語版の吹き替えは本田貴子。

## 概要
ヴァルカン人であり、ジョナサン・アーチャーの指揮する人類初のワープ5宇宙船エンタープライズ(NX-01)にオブザーバーとして搭乗し副司令官（副長）を務めた（「副司令官」は役職ではなく階級）。地球人の船に正式にクルーとして乗船した最初のヴァルカン人でもある。宇宙艦隊勤務ではないが、彼女の地位はトリップよりヴァルカンでの階級は上である。船内ではアーチャー船長に次ぐ2番目の位置にいる。当初はヴァルカン最高司令部からの命令によるものであったが、後には自ら搭乗継続を希望した。
その後、地球連合宇宙艦隊に勤務し階級は中佐となる。
当初は地球人の粗野な考え方や、軽率な行動は太陽系を離れ宇宙探査に出ることに向いていないと考えていた。そのためアーチャー船長とはお互いに意見が合わない事も多くあったが、トゥポルは自分の意見よりアーチャー船長の命令を優先し、徐々にではあるがアーチャー船長やエンタープライズ(NX-01)の乗組員との信頼及び尊敬を得るだけではなく、トゥポル本人もアーチャー船長及びエンタープライズ(NX-01)の乗組員をも信頼し尊敬するようになっていく。

## 経歴
2088年にトゥレス（母）と彼女の夫の間に誕生した。そして幼い時にヴァルカンの慣習に従いコスと婚約している（コスとは 4回しか会ったことがない）。トゥポルの実家はヴァルカン首都の近くの高台に位置している。
婚約しているが、結婚よりもエンタープライズの任務を優先する（後に結婚するが、2154年に離婚）。ヴァルカンでの地位より、エンタープライズの乗船を望み地球人的感情を理解する。陰謀により、トリップとの遺伝子操作された試験管ベビーが誕生したが、技術が不完全であったためまもなく死亡した。
彼女はかつてヴァルカン保安省で任務に就いていた。その経験の中クリンゴン帝国内にも人脈ができ、後にルラ・ペンテに流刑にされたアーチャーを救助するのに有益な情報を得ることができている。
その後、ヴァルカン最高司令部の科学評議会所属となり、科学士官として、ヴァルカン船セレヤに乗船している。ヴォリス船長とソリン司令官の指揮下で副科学士官として任務についていた。
ヴァルカン軍とヴァルカン情報省にも、籍を置いていた経歴がある。
2149年、トゥポルは地球連合への大使として地球に赴任する。その後ソヴァル大使の補佐官に任命された。地球に赴任した時はソーサリートのヴァルカン居住区に住んでいた。若い頃のトリップも近郊に住んでいた。地球に赴任する前に、ミンシャラ・クラスの惑星を 36回訪れた経験がある。
2150年 ある夜、トゥポルはヴァルカン大使館を離れ、サンフランシスコの街を意味も無く歩いていた。その後、ジャズの音楽が耳に止まり魅せられている。ナイトクラブフュージョンでサックスの演奏を聴いて、その時に、忘れられないほどの感情の表れを経験した。
2151年4月 宇宙船エンタープライズ(NX-01)にオブザーバーとして搭乗する。ヴァルカン人はトゥポルに、エンタープライズの航海を監視させることを強く主張した。この要求が受け入れられない場合には星図の提供を拒否すると勧告される。これはトゥポルが志願した訳ではない、彼女の科学士官としての能力は疑う余地は無い、ただし原始的で理性のない地球人と共に働くのはヴァルカン人の忍耐を試す絶え間ない訓練の一つとソヴァル大使の考えもあった。
ヴァルカン最高司令部を退職し、エンタープライズ(NX-01)に、自ら科学士官として搭乗する。
地球連合宇宙艦隊に勤務、階級は中佐となる。

## 性格
トゥポルの性格は、これまでのシリーズの歴代ヴァルカン人レギュラー「スポック」「トゥヴォック」とは異なる面が多い。
前作『スタートレック:ヴォイジャー』のレギュラーであったトゥヴォックは、他のヴァルカン人のイメージやスポックのキャラを壊さないように性格的な面や言動でも似たようなキャラでトゥヴォック自身の個性が構成されていたが、トゥポルは「スポック」「トゥヴォック」とは異なる性格のヴァルカン人として構成された。
トゥポル自身も感情的な反応を強力な自制心で押さえ込むことを良しとする、ヴァルカン人特有の考えを持っているが、彼女にはそれ以上に感情に飲み込まれる恐怖心も持ち合わせている。話し方も常に敬語を使うが、トリップに対しては敬語を使わないケースも多々あり、彼への愛情表現とも取れる。
「恩讐を超えて」では、アーチャー船長は、トゥポルの事をやっかいで頑固だと言っているが、それ以上に勇気があると認めている。

### ヴァルカン人としてのトゥポル
他のヴァルカン人と同じで性的な行為を軽蔑している。ポンファーと呼ばれる7年毎にある発情期を恥ずかしい行為と考えている。
ヴァルカン人は、ポンファーによる生殖活動をしないと死に至るケースもある事から、ヴァルカンの慣習である、親が婚姻の相手を決める習慣はここからきていると考えられる。「ヒーローたちの帰還」でトゥポルが一方的に婚約を破棄した相手コスが、婚約破棄は無効とトゥポルに迫るシーンがある。トゥポルはコスに対して「カリフィーを宣言したら？」と話している。その場合の決闘相手はトゥポルとコスではなくトリップとコスになるのだが、コスは「この僕に、決闘をしろと。……あの地球人となら、相手に不足はないよ。」とまで言わせている。ヴァルカン人にとっては、地球人以上に婚姻は命懸けで神聖なものと言える。
ヴァルカン人は地球人を別に馬鹿にしているわけではないが、感情を表に出さない為に『スタートレック:エンタープライズ』では、誤解を受けるケースが多くある。その為、初期の頃には彼女はアーチャー及びトリップにヴァルカンのスパイと勘違いされたこともあった。『スタートレック:エンタープライズ』ではヴァルカンと通信する際にトゥポルは報告する事が義務になっていたが、トゥポルはティムールから密かに暗号メッセージを受け取っていた。それは彼女のプライベートな内容だったが、アーチャーの命令でトリップがホシに解読させ内容を読んでしまった。トリップは嫌悪感と罪悪感からトゥポルに謝罪をしている。ヴァルカン人は本来感情があるが、抑制しているだけで決して感情が無いわけではない。トゥポルはトリップに相談をしてその矛盾を指摘された事がある。

### 他のヴァルカン人とトゥポルの違い
トゥポルと他のヴァルカン人キャラとの違いを一つ上げると、ヴァルカン人が地球人に対しての言葉で多く見られてきた「非論理的」との言葉が少ない。
ヴァルカンと同盟関係にある、アガロンの指導者が同盟締結協議の際、ヴァルカンに助けを求めた。100名以上のヴァルカン・エージェントが整形手術を受け、腐敗した政治組織に潜入した。最後には、彼らの働きでそこにいた犯罪組織を一掃できたが、19名は戻らなかった。保安省は19名を確保する為に新たな工作員チームを結成し、その中にトゥポルもいた。記録上では、トゥポルは割り当ての6名の中で1名だけ取り逃がしてしまうが、本当は割り当ては6名ではなく7名であり、武器に手を掛けた逃亡者に反射的に発砲し、トゥポルは1名殺してしまっていた。トゥポルは逃亡者ジョセンを殺した罪悪感の為に精神が不安定になり、ヴァルカン保安庁を辞任してプジェムの聖地で導きを求め、フララの儀式を受け記憶を封印していた。結果は罪悪感だけが残り、その影響がトゥポルの性格面に出ている。
「ヒーローたちの帰還」での、トリップとトゥポルの母親トゥレスの会話では、トゥポルはヴァルカン人としては感情的だと言われている。トゥレスの説明で分かるが通常ヴァルカン人はお礼を言う文化は無いが、トゥポルは他のヴァルカン人とは違い感謝の言葉を素直に表現する。他のヴァルカン人は、基本的に自分達の文化や風習を曲げる事はしない。トゥポルも『スタートレック:エンタープライズ』初期の頃は通常のヴァルカン人と同じであったが、彼女を変えるきっかけがあった。それは「追放された者への祈り」でのヴラー大使との出会いが大きく影響を受けた。ヴラー大使は「私たちにも感情はある。ただ隠すのが上手いだけ」とトゥポルに言い、通常ヴァルカン人は肌の接触を極端に嫌う種族だがヴラー大使はアーチャーとトリップと握手までしている。ヴラー大使は部屋を貸してくれたホシを呼ぶようにトゥポルに指示し、トゥポルは人間の体臭を気にして抗議をするのかと思っていたが、逆にお礼を言いたいと言う。トゥポルにとっては、そんなヴラー大使の行動と言動に失望と苛立ちを覚えた。トゥポルは大使として多くの功績と彼女に対する憧れを抱き、今の仕事を選んだ事もある。一度は大使に失望するトゥポルだが、ヴラー大使の考えや行動、自分の仕事に対する責任感、そして何よりもヴァルカン人の流儀だけでは、他の種族と付き合っていくことはできないとヴラー大使から学ぶ。トゥポルはヴラー大使への尊敬を新たにし、彼女の性格面に多くの影響を与えたと思われる。

### 好物
ほとんどのヴァルカン人は基本的にベジタリアンであり、トゥポルも肉食はせずプロミーク・スープを食する場面が多く見られる。ステーキを食べているアーチャーとトリップから、同じ物を食べるようにとからかわれるシーンがある。地球の飲み物ではハーブティを好み特にカモミールを好んで飲んでいる。

### 苦手
地球人の臭いに耐えるため、定期的に鼻孔麻痺剤を飲んでいる。
トレリウムDは、デルフィック領域を航行する為に必要される特殊な物質であるが、ヴァルカン人にとっては非常に有害であり、神経にダメージを受け感情の制御が出来なくなり、最終的には死に至る物質である。また、血中に少量投与することによって麻薬同様の依存性や禁断症状等の副作用がある。

## 年齢
『スタートレック:エンタープライズ』時点での彼女の年齢は60歳を超えている。トリップに年齢をからかわれ、まだ若いと抗議するシーンがある。ヴァルカン人の平均寿命は約200歳との設定がある。

## 家族
父親の名前は不明、死亡している。
実現しなかった第5シーズンの案のひとつとして、ロミュラン戦争に関連してロミュラスにスパイとして潜入している事が明かされるストーリーが考えられていた。
母親の名前はトゥレス、ヴァルカン科学アカデミー（Vulcan Science Academy）の元教師、プジェム（P'Jem）＝修道院が破壊された後、首席大臣が解雇されヴァルカンの保安省が恨み、圧力で退職するか解雇か選択させられ、退職する事になる。後にトゥポルの婚約者コスの手を介して渡されたイディックのペンダントから母トゥレスがシラナイトであることが分かる。第84話 "Awakening" 「陰謀の嵐」で死亡する。
夫の名前はコス。ただし2154年に離婚をしている。
娘の名前はエリザベスで2155年に死亡している。
曾祖母の名前はトゥミア、父方か母方かは不明。地球人とファーストコンタクトをしたヴァルカン人である。トゥポル役のジョリーン・ブレイロック本人が演じている。日本語版吹替えは本田貴子。
参考資料：第28話 "Carbon Creek" 「スプートニクの飛んだ夜に」より

## 趣味
常に仕事を優先するが、アーチャー船長とトリップの誘いも有り、映画鑑賞を楽しみにしている。映画鑑賞中フロックスのお喋りがうるさいので注意する場面もあった。

## エピソード
トゥポルが活躍するエピソード。
- 第4話 "Strange New World"「風が呼んだエイリアン」
- 第8話 "Breaking the Ice"「彗星は去り行くとも」
- 第23話 "Fallen Hero"「追放された者への祈り」
- 第28話 "Carbon Creek"「スプートニクの飛んだ夜に」
- 第33話 "The Seventh"「封印された記憶」
- 第35話 "Singularity"「三重星系の誘惑」
- 第40話 "Stigma"「消せない汚名」
- 第52話 "The Expanse"「帰還なき旅」
- 第57話 "Impulse"「幽霊船」
- 第60話 "Twilight"「留められない記憶」
- 第63話 "Carpenter Street"「デトロイト2004」
- 第68話 "Doctor's Orders"「フロックス船長の孤独」
- 第69話 "Hatchery"「トゥポルの反乱」
- 第79話 "Home"「ヒーローたちの帰還」
- 第83話 "The Forge"「狙われた地球大使館」
- 第84話 "Awakening"「陰謀の嵐」
- 第85話 "Kir'Shara"「バルカンの夜明け」
- 第96話 "Demons"「テラ・プライム(前編)」
- 第97話 "Terra Prime"「テラ・プライム(後編)」
- 第98話 "These Are the Voyages..."「最後のフロンティア」